# افعی گودالی برازنده
افعی گودالی برازنده (نام علمی: Protobothrops elegans)، یک گونه سمی از افعی گودال و بومی ژاپن در جزایر جنوبی ریوکیو است. در حال حاضر هیچ زیرگونه‌ای از آن شناسایی نشده‌است. طی سال‌های ۱۹۶۵ تا ۲۰۱۱، ۲۴۴۷ مورد مارگزیدگی از این مار با یک مورد مرگ گزارش شده‌است.
پوسته‌پوسته شدن این مار، شامل ۲۵ (گاهی ۲۳) ردیف پولک پشتی در بخش میانی بدن است، ۱۷۹–۱۹۲ مورد در نرها و ۱۸۲–۱۹۶ مورد در ماده‌ها.